# NGC 7049
NGC 7049 ist eine linsenförmige Galaxie vom Hubble-Typ S0 im Sternbild Indus am Südsternhimmel, die schätzungsweise 101 Millionen Lichtjahre von der Milchstraße entfernt ist. Das System stellt einen Zwischenzustand zwischen einer Spiralgalaxie und einer elliptischen Galaxie dar.
Sie hat eine scheinbare visuelle Helligkeit von 10,6 mag und eine Winkelausdehnung von 4,4' × 2,9'. Sie ist jedoch aufgrund ihrer Deklination −48° 33′ 43″ zu weit südlich, um von Mitteleuropa aus beobachtet zu werden. Eine Aufnahme mittels des Hubble-Weltraumteleskops zeigt ihr Aussehen im sichtbaren Licht, das einen ungewöhnlichen Staubring aufweist.
Das Objekt wurde am 4. August 1826 von dem schottischen Astronomen James Dunlop entdeckt, diese Entdeckung wurde später im New General Catalogue verzeichnet.

## NGC 7049-Gruppe (LGG 444)
| Galaxie   | Alternativname | Entfernung/Mio. Lj |
| --------- | -------------- | ------------------ |
| PGC 66526 | ESO 235-85     | 97                 |
| NGC 7041  | PGC 66463      | 86!                |
| NGC 7049  | PGC 66549      | 101                |
| PGC 66611 | ESO 236-6      | 117                |
| PGC 66617 | ESO 287-9      | 121                |
| PGC 66669 | ESO 287-13     | 121                |